# Organización territorial de San Marino

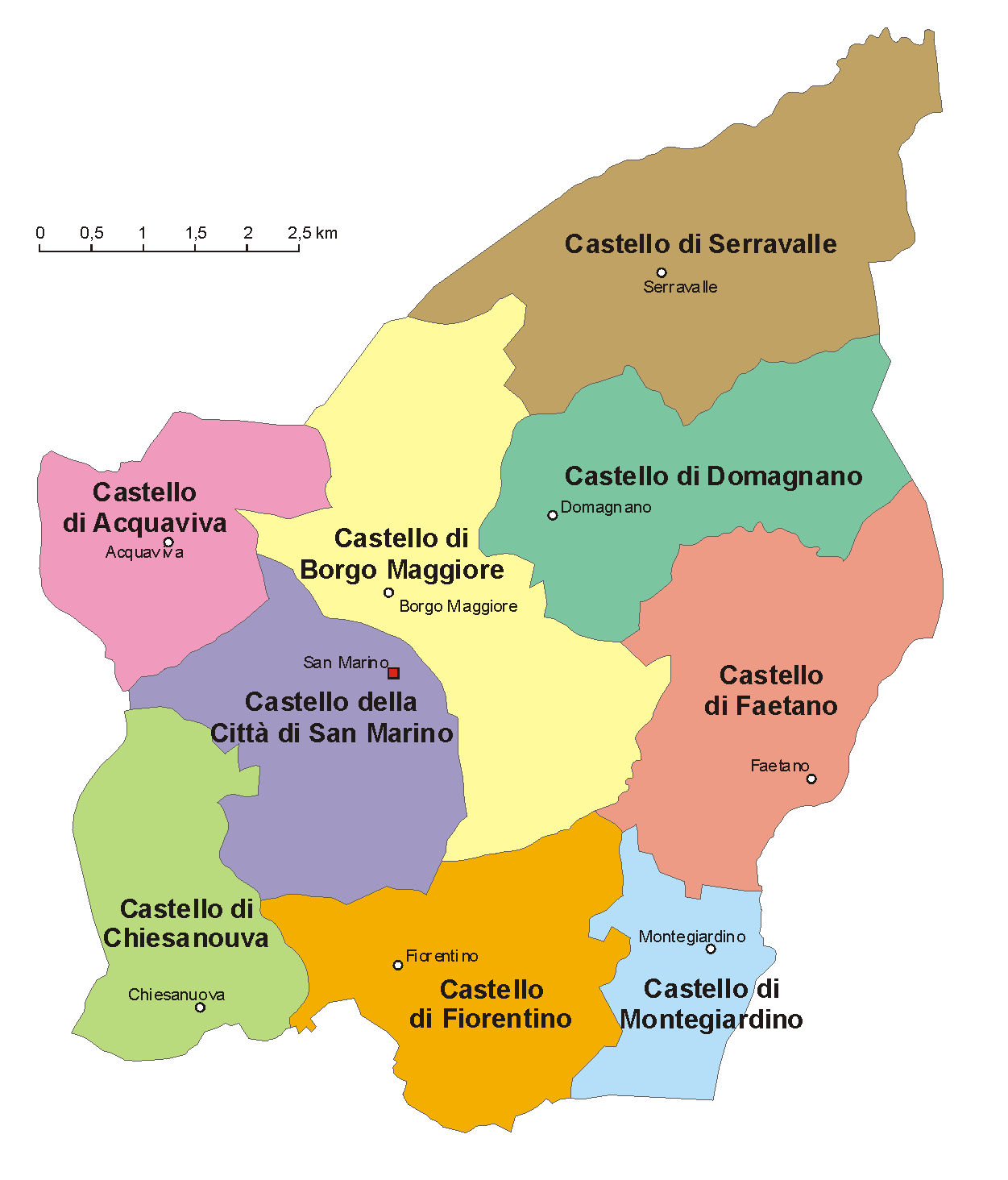
Mapa de los municipios de la República de San Marino.

La organización territorial de San Marino se estructura en nueve castillos (castelli en italiano), equivalente a municipio y es la entidad administrativa en la que se subdivide la República de San Marino. Los nueve castelli son: Ciudad de San Marino, Acquaviva, Borgo Maggiore, Chiesanuova, Domagnano, Faetano, Fiorentino, Montegiardino y Serravalle. Cada castello está regido de manera oficial por una «Consejo de Castello» (Giunta di Castello) presidida por el alcalde, denominado Capitano di Castello, que es elegido junto con el resto de consejeros mediante sufragio directo por parte de los ciudadanos de San Marino. La sede del ayuntamiento se conoce con el nombre de Casa del Castello.
| Castello             | Superficie (km²) | Población (hab) | Fecha de anexión a San Marino |
| -------------------- | ---------------- | --------------- | ----------------------------- |
| Ciudad de San Marino | 7,09             | 4211            |                               |
| Acquaviva            | 4,86             | 2104            | 1243                          |
| Borgo Maggiore       | 9,01             | 6640            | siglo XIII                    |
| Chiesanuova          | 5,46             | 1090            | 1320                          |
| Domagnano            | 6,62             | 3265            | 1463                          |
| Faetano              | 7,75             | 1179            | 1463                          |
| Fiorentino           | 6,57             | 2537            | 1463                          |
| Montegiardino        | 3,31             | 911             | 1463                          |
| Serravalle           | 10,53            | 10601           | 1463                          |